# Världsmästerskapen i landsvägscykling 2020
Världsmästerskapen i landsvägscykling 2020 avgjordes i Imola i Emilia-Romagna, Italien från den 24 till den 27 september 2020.  Det var mästerskapens 93:e upplaga och arrangerades av UCI. Tävlingarna skulle ursprungligen hållits i Aigle och Martigny i Schweiz, men flyttades på grund av coronapandemin. Av samma skäl avhölls endast linjelopp och tempolopp för herr- och damelit.
Linjeloppen avgjordes på en 28,8 km lång slinga (nio varv för herrarna och fem för damerna) med start och mål på Imolabanan. Slingan hade två besvärliga stigningar på 13-14% som värst (166 respektive 173 m höga) och varje varv innehöll sammanlagt 560 meter klättring uppför (i höjd!).
Tempoloppen för både herrar och damer avgjordes med ett varv på en 31,7 km lång slinga, vilken också denna hade start och mål på Imolabanan (och hade sammanlagda klättringar på cirka 200 höjdmeter).

## Medaljörer

### Elittävlingar
| Damer     | Guld                                 | Guld     | Silver                               | Silver  | Brons                          | Brons   |
| Linjelopp | Anna van der Breggen · Nederländerna | 4:09:57  | Annemiek van Vleuten · Nederländerna | + 1:20  | Elisa Longo Borghini · Italien | + 1:20  |
| Tempolopp | Anna van der Breggen · Nederländerna | 40:20,14 | Marlen Reusser · Schweiz             | + 15,58 | Ellen van Dijk · Nederländerna | + 31,36 |

| Herrar    | Guld                           | Guld     | Silver                  | Silver  | Brons                  | Brons   |
| Linjelopp | Julian Alaphilippe · Frankrike | 6:38:34  | Wout van Aert · Belgien | + 0:24  | Marc Hirschi · Schweiz | + 0:24  |
| Tempolopp | Filippo Ganna · Italien        | 35:54,10 | Wout van Aert · Belgien | + 26,72 | Stefan Küng · Schweiz  | + 29,80 |